# نوال زغبی
نوال جورج الزُغبی (زاده ۲۹ ژوئن ۱۹۷۱) یک خواننده لبنانی است.

## زندگی هنری
وی به بیشتر لهجه‌های عربی ترانه خوانده‌است و به او لقب «نخستین خواننده زن از لحاظ شهرت و ستاره بودن» را داده‌اند طرفداران او در دنیای عرب و علاوه بر آن در ایران و ترکیه و اروپا نیز فراوانند. او خوانندگی را از ۱۹۸۸ آغاز کرد.

## زندگی‌نامه
نوال زغبی در ۲۹ ژوئن ۱۹۷۲ در جبیل به دنیا آمد و از کودکی به خوانندگی مشتاق بود. آثار او تحت تأثیر پیشگامان خوانندگی عرب چون ام کلثوم و سمیرا سعید است.

## خانواده
نوال بزرگ‌ترین فرزند خانواده خود با دو برادر و یک خواهر است. او با «الی دیب» ازدواج کرده‌است و سه فرزند دارد؛ دختری به نام تیا متولد ۱۹۹۸ و دو پسر دوقلو به نام‌های جورج و جورجی متولد ۲۰۰۲. نوال با فرزندانش زندگی می‌کند.
در سال ۲۰۱۶ برادر او مارسل زغبی مدیر برنامهٔ نوال شد.

## سیاست
نوال، آهنگی تقدیمی به فلسطین به نام «یا قدس» منتشر کرده‌است. همچنین تک‌آهنگ‌های وطن‌خواهانه دیگری مانند «یا امّتی» (ای مردم من) با دیگر خوانندگان عرب و «حکایات وطن» (برای آزادی جنوب لبنان) و همچنین ترانه‌ای به نام «یا ما خلصت لحکیت» پس از درگذشت رفیق حریری اجرا کرده‌است.

## آلبوم‌شناسی
1. وحیاتی عندک (۱۹۹۲)
2. عایزة الرد (۱۹۹۴)
3. بلاقیه فی زمانی (۱۹۹۵)
4. حبیت یا لیل (۱۹۹۷)
5. ما ندم علیک (۱۹۹۸)
6. مالوم (۱۹۹۹)
7. اللیالی (۲۰۰۰)
8. طول عمری (۲۰۰۱)
9. اللی اتمنیته (۲۰۰۲)
10. عینیک کذابین (۲۰۰۴)
11. یاما قالوا (۲۰۰۶)
12. خلاص سامحت (۲۰۰۸)
13. معرفش لیه (۲۰۱۱)
14. مش مسامحة (۲۰۱۵)
15. کده بای (۲٠١٩)

### کلیپ‌ها
- یا وطنی ما نسینا (۱۹۹۲)
- عایزة الرد (۱۹۹۴)
- بلاقیه فی زمانی (۱۹۹۵)
- ولا بیهمنی (۱۹۹۵)
- حبیت یا لیل (۱۹۹۷)
- نص القلب (۱۹۹۷)
- غریب الرای (۱۹۹۷)
- انا الحویت (۱۹۹۷)
- ما اندم علیک (۱۹۹۸)
- علی بالی (۱۹۹۸)
- قلبی دق (۱۹۹۸)
- مالوم (۱۹۹۹)
- دلعونا (۱۹۹۹)
- تیا (۱۹۹۹)
- اللیالی (۲۰۰۰)
- یا امتی (۲۰۰۰)
- یا قدس (۲۰۰۱)
- طول عمری (۲۰۰۱)
- حاسب نفسک (۲۰۰۱)
- إلی اتمنیته (۲۰۰۲)
- بیلبقلک (۲۰۰۳)
- بعینک (۲۰۰۴)
- عینیک کدابین (۲۰۰۴)
- لا مخلصت لحکایه (۲۰۰۵)
- روحی یا روحی (۲۰۰۵)
- شو أخبارک (۲۰۰۶)
- یاما قالوا (۲۰۰۶)
- عادی (۲۰۰۶)
- آغلی الحبایب (۲۰۰۷)
- قلبی اسالوا (۲۰۰۸)
- منی عینه (۲۰۰۹)
- الف ومیة (۲۰۱۱)
- معرفش لیه (۲۰۱۱)
- معرفش لیه (۲۰۱۱)
- جیش لبنان (۲۰۱۲)
- غریبة هالدنیی (۲۰۱۳)
- ولابحبک (۲۰۱۵)
- یاجدع (۲۰۱۵)
- عم بحکی مع حالی (۲۰۱۶)
- تولع (۲۰۱۷)
- کارامیل (۲۰۱۷) تیتراژ سریال کارامیل
- الناس العزاز (۲۰۱۷) تیتراژ سریال لاعلی سعر

## فستیوال‌های موسیقی
- مهرجان جرش، اردن، ۱۹۹۷، ۲۰۰۵
- فحیص، اردن، ۱۹۹۸
- مهرجان قرطاج، تونس، ۱۹۹۷، ۲۰۰۷
- هلا فبرایر، کویت، ۲۰۰۰، ۲۰۰۲، ۲۰۰۵، ۲۰۱۱
- لیالی دبی، ۲۰۰۱، ۲۰۰۲، ۲۰۰۳ ،۲۰۰۵ ،۲۰۱۲
- مهرجان أوربت السادس اردن، لبنان، مصر، قطر، ۲۰۰۰٬۱۹۹۸، ۲۰۰۲، ۲۰۰۸
- أغادیر، مراکش، ۲۰۰۱
- بغداد، عراق، ۲۰۰۳
- موازین، مراکش، ۲۰۱۱
- صلالة، عمان، ۲۰۰۷
- مارینا شرم الشیخ، مصر، ۲۰۰۸
- شم النسیم، مصر، ۲۰۰۶
- دوحه سوق واقف، قطر، ۲۰۱۱
- بحرین، بحرین
- یمن، یمن، ۲۰۰۷
- المحبة، القلعة والوادی، سوریه ۲۰۰۸
- ذوق مکایل الحدث مهرجان الأغنیة العربیة، لبنان، ۲۰۱۲، ۲۰۱۴
- پاریس فرانسه
- حفلات ART رادیو و تلویزیون عرب، ۱۹۹۵، ۱۹۹۶، ۱۹۹۷، ۱۹۹۸، ۱۹۹۹، ۲۰۰۰، ۲۰۰۱، ۲۰۰۲
- موازین، مراکش، ۲۰۱۷